# GLONASS
GLONASS (rusko ГЛОНАСС; ГЛОбальная НАвигационная Спутниковая Система; Globalnaja Navigacionnaja Sputnikovaja Sistema, Satelitski sistem globalne navigacije) je radijski satelitski navigacijski sistem, ruska različica ameriškega GPS. Za rusko vlado ga upravlja Ruska vesoljska agencija.
V času največje učinkovitosti je sistem omogočal določanje vodoravnega položaja v območju 55 m, navpičnega položaja v območju 70 m, hitrosti na 15 cm/s natančno in časa na 1 mikrosekundo natančno ob uporabi 4 satelitov naenkrat. 

## Zgodovina
Ideja za navigacijski sistem GLONASS je nastala že v šestdesetih letih 20. stoletja. Ta vrsta navigacije je bila namenjena za podmornice, vendar sistem zaradi počasnosti ni bil preveč uspešen. Leta 1970 so začeli načrtovati novejši sistem in končne zahteve so bile znane leta 1976. Leta 1980 so bili zgrajeni prvi sateliti, vendar so bili zaradi tehničnih težav uporabni šele od leta 1982 naprej, ko so jih tudi začeli izstreljevati v orbito. 
Izstrelitve so trajale do leta 1991, ko je razpadla Sovjetska zveza. Takrat je bilo v orbiti 12 satelitov, do leta 1995 pa so izstrelili še preostale od 24 satelitov, kar je omogočilo polno natančnost sistema. ker pa so bili sateliti prve generacije manj zanesljivi in zaradi ruskih gospodarskih težav v devetdesetih letih, je število uporabnih satelitov upadalo in leta 2001 je bilo uporabnih le še 6 satelitov. 
Vladimir Putin je ob nastopu predsedniškega mandata ocenil, da je sistem za Rusijo posebnega pomena in začel se je program modernizacije sistema, ki naj bi se končal leta 2009. V prvi fazi je bila načrtovana konstelacija 18 satelitov (dovolj za pokritje Rusije), kasneje pa vzpostavitev polnega števila 24 satelitov. V istem času se je začela tudi uvedba 2. generacije sistema GLONASS-M ter promocija sistema za civilno in komercialno uporabo, kjer trenutno močno prevladuje sistem GPS. Leta 2007 je bila tudi za civilno uporabo zagotovljena natančnost 10 m, kar je bilo včasih rezervirano le za vojaške potrebe. Poleg tega naj bi nova generacija satelitov omogočila tudi oddajanje signalov, ki bi bili kompatibilni s sistemoma GPS in Galileo, kar pa je zaenkrat šele v poskusni fazi. V letu 2011 so se začele izstrelitve prvih satelitov 3. generacije (GLONASS-K).

## Zasnova sistema
Kot GPS, GLONASS sestavlja 24 satelitov, 21 delujočih in 3 nadomestni, ki so nameščeni v 3 ravninah tirnic. Vsaka od njih vključuje 8 satelitov, ki jih označuje številka, ki določa ravnino in položaj v njej - 1-8, 9-16, 17-24. Ravnine so pod kotom 120°, sateliti pa v njih enakomerno razporejeni pod kotom 45°. Grobo rečeno so tirnice krožne, na višini 19.100 km (manj kot GPS sateliti). Njihov obhodni čas je približno 11 ur in 15 minut. Položaj satelitov v tirnici je tak, da jih je ob katerem koli času vidnih vsaj 5.
Tirnice satelitov se ponovijo vsakih 8 dni. Ker vsaka ravnina tirnice vključuje 8 satelitov, se neistovetna ponovitev zgodi vsak siderski dan. Pri GPS-u se vsak siderski dan zgodi istovetna ponovitev (isti satelit je vsak dan enkrat na istem mestu).
Sistem deluje podobno kot sistem GPS. Originalni sistem GLONASS za razliko od sistema GPS uporablja frekvenčni multipleks in vsakemu satelitu je dodeljen signal določene frekvence. Sistem uporablja 15 različnih frekvenc za 24 satelitov (nekatere frekvence so podvojene, sateliti pa razporejeni tako, da dva satelita z isto frekvenco nikoli nista vidna sočasno).
Sistem podobno, kot GPS uporablja frekvence iz frekvenčnega področja L. Prvo območje, imenovano L1, sestoji iz 15 frekvenc s srednjo frekvenco 1602 MHz in na njem se oddaja signal za navigacijo s standardno natančnostjo. Na frekvenčnem področju L2 s srednjo frekvenco 1246 MHz pa se oddaja navigacijski signal z visoko natančnostjo, ki pa je namenjen ruskim oboroženim silam. Ta signal ni kodiran (kot je to pri GPS), temveč so kot zaščita praktično vse podrobnosti tega signala tajne.